# Martina Rupp
Pour les articles homonymes, voir Rupp.
Martina Rupp (née le 27 juillet 1961 à Vienne) est une animatrice de radio et de télévision autrichienne.

## Biographie
En 1979, elle entame des études de sciences politiques et de l'éducation et de communication. Elle commence sa carrière dans les médias en décembre sur Ö3. Peu après, elle participe à la rédaction, à la réalisation et à la sélection de la musique de la radio.
En 1985, elle apparaît à la télévision. Aux côtés de Peter Rapp, elle présente de 1997 à 2000 l'émission Champion. Avec Martin Ferdiny, elle présente le magazine Willkommen Österreich lors de sa dernière saison en 2007.
Elle écrit aussi des chroniques dans VOR-Magazin depuis 2002 et Österreich depuis octobre 2006.
Elle travaille également dans la publicité. Elle mène les campagnes de Billa en 1995 et de 2001 à 2006.

## Source de la traduction
- (de) Cet article est partiellement ou en totalité issu de l’article de Wikipédia en allemand intitulé « Martina Rupp » (voir la liste des auteurs).